# Leptodermis
Leptodermis es un género con 75 especies de plantas con flores perteneciente a la familia de las rubiáceas.
Es nativo desde Afganistán hasta Japón e Indochina.

## Especies seleccionadas
- Leptodermis amoena Springate (1996).
- Leptodermis beichuanensis H.S.Lo (1999).
- Leptodermis brevisepala H.S.Lo (1999).
- Leptodermis buxifolia H.S.Lo (1999).